# Cornelis Johannes Henke
Cornelis Johannes Henke (beter bekend als C.J. Henke) (Amsterdam, 20 oktober 1898 – Laren (Noord-Holland), 12 september 1988) was een Nederlands architect.
Hij, zoon van spiegelmaker Willem Christiaan Henke en Johanna Maria de Buyzer, kreeg zijn opleiding aan de Industrieschool ter opleiding van werktuigbouwkundige, aldus een opgave bij zijn keuring voor militaire dienst.
Hij was van 1954 tot 1961 werkzaam voor afdeling bruggen van de Dienst der Publieke Werken, waar hij collega was van Dick Slebos en Dirk Sterenberg. Hij ontwierp ongeveer 35 bruggen in Amsterdam. Hij was echter meer bekend als ontwerper van theaters. 
Enkele bekende gebouwen:
- De Kleine Komedie: het in 1786 gebouwde theater had die bestemming in de 19e eeuw verloren om uiteindelijk rond de Tweede Wereldoorlog te eindigen als fietsenstalling; het echtpaar Pierre Perin en Tilly Perin-Bouwmeester schakelde Henke in om er weer een theater van te maken; toen het theater in het voorjaar 1948 opnieuw werd geopend had zij een geheel nieuw interieur gekregen; alleen de buitenmuren zouden nog origineel zijn; hij paste er een akoestische achterwand in en voorzag het ook van een nieuwe pui.[1][2] De zaal werd na die grondige verbouwing nog enkele keren verbouwd; hoeveel bewaard is gebleven is onbekend;
- onder Henkes leiding werd in 1955 Amstelrust, een villa aan de Amstel verbouwd
- hij begeleidde de verbouwing van Keizersgracht 321, bekend als het Rode huis/Roode huys[3]
- hij is verantwoordelijk voor het ontwerp van de Kamperbrug (versie 1961-1963) en de voetgangerstunnel aan de westzijde daarvan, die later weer werd dichtgemetseld;
- in 1961 ontwierp hij samen met Cornelis Wegener Sleeswijk en S.J.C. Wichers De Nieuwe Doelen in Gorinchem
- Theater De Hagen: Henke paste hier een akoestisch plafond in, zodat het volume van zaal aangepast kon worden aan de benodigde akoestiek. Henke ging ervan uit dat een symfonie van Anton Bruckner een ander zaalvolume nodig had dan een symfonie van Wolfgang Amadeus Mozart en bijvoorbeeld een toneelvoorstelling. Met behulp van 94 hydraulisch bewegende kleppen kon het zaalvolume aangepast worden. Theater De Hagen kon echter niet zelfstandig overleven en ging voor wat financiën en gebouw op in Theaterhotel Almelo.

Henke schreef in 1953 een verhandeling in het Bouwkundig Weekblad over collega Frits Peutz.